# Luis Alberto González
Luis Alberto González, detto Lucho (...), è un ex giocatore di calcio a 5 paraguaiano.

## Carriera
Lucho Gonzalez è stato nazionale paraguaiano nel ruolo di portiere ai mondiali del 1988 dove la nazionale sudamericana ha vinto la coppa sconfiggendo in finale il Brasile campione in carica.